# Silkevejen
Silkevejen eller Silkeruten er den vigtigste rejserute over land mellem det østlige eurasiske kontinent og det vestlige. Ruten bestod af sammenkoblede ruter gennem Centralasien og Sydasien, der strakte sig i alt over 8.000 km. Ruten blev først og fremmest brugt til at fragte handelsvarer mellem Kina og Middelhavsregionen, og de mest betydningsfulde endestationer for denne handel var i øst Cháng'ān, Kina og Antiokia i Syrien i vest. Den kontinentale silkevej deler sig i en nordlig og en sydlig rute, efter de kommercielle centre i Nordkina. Den nordlige rute gik gennem den bulgarsk-kypcharske zone til Østeuropa og Krim, hvor den fortsatte videre over Sortehavet, Marmarahavet og Balkan til handelscentrene i Vesteuropa. Den sydlige rute gik gennem Turkestan-Khorasan, Iran, Mesopotamien til Antiokia i det sydlige Anatolien. Herfra gik den via Middelhavet eller gennem Levanten til Egypten, Nordafrika og Sydeuropa.
Ruten fik et første opsving omkring år 200, da romerske kejsere ofte modtog silkegaver fra kinesiske herskere, men den fandtes fra oldtiden, da arkæologiske udgravninger har påvist en udveksling af genstande langs denne rute helt fra 6. årtusind f.Kr. Silkevejen bevarede sin store betydning til det 14. århundrede, da Vesten i stigende omfang også selv var i stand til at fremstille silke. Dens indflydelse rakte længere end til Kina og nåede også Korea og Japan. De vigtigste transportformer før moderne tid var karavaner og skibsfart. Efter opdagelsen af søvejen til Indien blev transport via havet gradvist mere almindelig, ligesom angreb på handelskaravaner blev stedse mere generende. I dag er internationale veje og jernbaner anlagt langs de historiske ruter, og de har fortsat stor betydning for samhandelen i regionen.
Silkevejen er en oversættelse fra det tyske Seidenstraße, som blev brugt første gang af den tyske geograf Ferdinand von Richthofen i 19. århundrede.

## Oprindelse

### Rejser på tværs af kontinenterne
Domesticeringen af lastdyr åbnede for fragt af tungere last over større afstande, end det havde været muligt førhen. Dette medførte såvel øget handel som øget kulturel udveksling mellem forskellige befolkningsgrupper. Nomaderne på de enorme eurasiske steppeområder kan have domesticeret hesten omkring 4000 f.v.t., mens den baktriske kamel fulgte senere, omkring år 2500–2000 f.v.t. Dromedaren er formentlig blevet tæmmet i perioden 2500–1100 f.Kr.
Stepperne strækker sig som en lang sløjfe rundt om ørkenen og forbinder de frugtbare landbrugs- og byregioner hele vejen fra Stillehavskysten til Afrika og dybt ind i hjertet af Europa. Disse græslande var frugtbare nok til at sørge for græs, vand og brændsel så karavanerne kunne passere – samtidig med at de kunne undgå de opdyrkede områder. Det lagde grunden til, at handelsmænd, krigere til hest og karavaner kunne rejse over enorme afstande uden at skabe fjendskab til de mere fastboende folkeslag. Sammenkoblingen af de utallige lokale ruter førte til udbygningen af langdistancenetværk, der rakte på tværs af hele den enorme afro-eurasiske landmasse fra omkring 2000 f.Kr.

### Egyptisk silke
Fund af Lapis lazuli fra sidste halvdel af 4. årtusinde f.Kr. i Egypten tyder på en tidlig langdistancehandel, da den eneste forekomst af denne stenart i oldtiden fandtes i Badakshan i det nordlige Afghanistan. Lapis lazuli er desuden udgravet i fund, der stammer fra samme periode i Mesopotamien og Harappa Mohenjo-Daro i Indus-kulturen. Fra det andet årtusinde f.Kr. blev aktinolit handlet fra miner i Yarkand-regionen og Khotan i Kina. De lå ikke langt fra lapis lazuli-kilden og spinel- («Balas rubin») minerne i Badakshan, og selv om de var adskilt af de vældige Pamirbjerge, opstod ruterne tidligt.
Arkæologiske fund fra Egypten tyder på, at egypterne også var aftagere af varer, der stammede fra Kina, idet nogle rester af antageligt kinesisk silke, er fundet og dateret til omkring 1000 f.Kr. Selv om silke kan have været en handelsvare mellem de to oldtidsriger før 1000 f.Kr. var det vanskeligt at finde beviser for denne type handel, da silke hurtigt bliver nedbrudt og derfor forekommer yderst sjældent i udgravninger. Vi kan i dag ikke afgøre, om silken var kultiveret silke fra Kina, eller var en form for vild silke eller muslingetråde.

### Persisk kongevej
Det, der blev kendt som den persiske Kongevej, kan have været i brug så tidligt som 3500 f.Kr. På Herodots tid (475 f.Kr.) forbandt den byen Susa ved nedre Tigris med havnen i Smyrna (moderne Izmir i Tyrkiet), som lå ved Ægæerhavet, en strækning på 2,857 km. Den blev vedligeholdt og beskyttet af kongemagten, og poststationer og garnisoner lå med jævne intervaller. Med friske heste og ryttere ved hver station kunne de kongelige sendebud føre beskeder langs hele distancen på ni dage, selv om den normale rejsetid var tre måneder. Denne Kongevej var koblet sammen med mange andre ruter gennem det persiske imperium, og nogle af dem fortsatte til Indien og Centralasien. De blev beskyttet på samme måde som hovedruten. Dette effektive rutenet medførte, at kontakten mellem Indien, Mesopotamien og Middelhavsregionen var tæt, mens det persiske imperium var stærkt. Fx beretter Esters bog i bibelen om varer, der blev sendt fra Susa til provinser så langt væk som Indien og Kush under Xerxes 1..

## Hellenistisk ekspansion
Det første store skridt i udviklingen af en sammenhængende trafikåre mellem øst og vest på Silkevejen kom efter Alexander den Store ekspansion af sit græske rige dybt ind i Centralasien. Hans erobringerne nåede så langt som Ferghana ved grænsen til vore dages Xīnjiāng-region i Kina, hvor han grundlagde en græsk koloni Alexandria Eschate i 329 f.Kr., navnet betyder ”Alexandria længst borte”, nu hedder byen Khujand og ligger i Tadsjikistan. Grækerne forblev i Centralasien i de næste tre århundreder, først overklasse og administratorer i Seleukideriget, og siden med etableringen af det græsk-baktriske kongedømme i Baktrien. Dette fortsatte med at ekspandere østover, særligt under Euthydemus (230-200 f.Kr.) som udvidede rigets indflydelse til Sogdiana og Alexandria Eschate. Der er tegn på, at han selv kan have ledet ekspeditioner så langt østpå som Kashgar i Turkestan. Det førte til de første kendte kontakter mellem Kina og den vestlige civilisation omkring 200 f.Kr.. Den græske historiker Strabon beskriver begivenhederne: de udvidede deres imperium til længere end til Seres (Kina) og Phryni.
Alexanders efterfølgere i Egypten begyndte kort efter deres magtovertagelse at fremme handlen mellem deres eget rige og Mesopotamien, Indien og Østafrika gennem de havne, der lå langs kysten af Rødehavet som supplement til de eksisterende landruter. Nabatæerne og andre arabere fungerede som mellemmænd i denne handel.

## Kinas udforskning af Centralasien
Det næste skridt kom omkring 130 f.Kr. med Hàn-dynastiets udsendinge i Centralasien som ambassadøren Zhāng Qiān. Han blev udsendt for indgå en allianceaftale mellem Yuèzhī-folket (Indo-skyterne) mod Xiōngnú (formodentlig Hunnerne), men uden resultat. Den kinesiske kejser Hàn Wǔdì blev så interesseret i at udvikle handelsforbindelserne og relationerne med rigerne i områderne Ferghana, Baktrien og Parthia: 
Himlens Søn (dvs. kejseren) tænkte således efter at have hørt om alt dette: Dàyuān (Ferghana), Dàxià (Baktrien) og Ānxī (Parthia) omfatter store områder, fulde af sjældne ting, med en befolkning, som bor i faste bosættelser og optaget af gøremål, der er næsten identiske med det kinesiske folks, men med svage hære, og de sætter stor pris på Kinas rigdom og produkter.
Kineserne var også stærkt fristede af de høje og kraftige heste som Dayuanfolket kaldte ”Himmelske heste”, og som var afgørende i deres kampe mod det nomadiske xiongnufolk. Kineserne udsendte i de følgende år mange diplomater, omkring ti hvert år, til disse lande, nogle så langt mod vest som til seleukidernes Syrien. 
En maritim "silkevej" blev åbnet mellem det kinesisk kontrollerede Jiāozhǐ (i det moderne Vietnam ved Hanoi) før det 1. århundrede. Denne rute fulgte havnene på Indiens og Sri Lankas kyster og mod  de romersk kontrollerede havne i Egypten og i nabatæernes land ved Rødehavet.

## Romerne og silken
Kort efter den romerske erobring af Egypten i 30 f.Kr. begyndte kommunikation og handel mellem Indien, Sydøstasien, Sri Lanka, Kina, Mellemøsten, Afrika og Europa at blomstre i en skala, verden aldrig havde set. Landruter og søruter var bundet tæt sammen, og produkter, teknologier og ideer begyndte at spredes på tværs af kontinenterne i Den gamle Verden. Interkontinental handel og kommunikation blev almindelig, organiseret og beskyttet af stormagterne. De udvekslinger havde stor betydning for de store civilisationer i Rom, Kina og Indiens udvikling, og de var det spæde grundlag for det umådelige netværk af internationale forbindelser, der præger den moderne verden. Mens den enkelte handelsvare kunne blive transporteret hele vejen ad Silkevejen, opererede købmænd i antikken sandsynligvis kun på sektioner af ruten, så handelsfolk kun i meget få tilfælde, om nogen, rejste hele distancen mellem Europa eller Mellemøsten til Kina.
Intens kinesisk handel med det romerske imperium fulgte snart og blev drevet af romernes efterspørgsel efter kinesisk silke. I 1. århundrede var partherne med i denne handel, og romerne vidste derfor kun meget lidt om, hvor silken reelt kom fra, Plinius den Ældre skrev fx , at den kom fra træer: ”sererne (kinesere) er kendt for det uldagtige stof, der bliver hentet i deres skove. Efter at have lagt det i vand, presser de det hvide ud af bladene... Så mange arbejdere bliver sat i gang, så langt væk i verden, for at sikre, at den romerske jomfru kan klæde sig i næsten gennemsigtige klæder offentligt” .
Senatet nedlagde flere gange forbud mod at bruge silke, både ud fra et moralsk og et økonomisk synspunkt, da silke, ud over importen fra Kina, førte til en stor udførsel af guld, og blev regnet for at være dekadent og umoralsk.
I den kinesiske historiekrønike Hòu Hànshū fortælles, at de første romerske diplomater ankom til Kina ad den maritime rute i 166. Det romerske imperiums vestlige del brød politisk sammen omkring 500 e.Kr., og dets behov for sofistikerede asiatiske produkter forsvandt. Kort efter begyndte Islam at ekspandere i Centralasien fra 7.århundrede, som dog blev stoppet af en kinesisk ekspansion mod vest i slaget ved Talas i 751. Det betød, at handlen på Silkevejen oplevede en nedgangsperiode, men siden blev genoptaget med fornyet styrke, da de nye imperier havde konsolideret sig og igen skabt sikkerhed på handelsvejene. Videre ekspansion af islamske tyrkere i Centralasien fra 10.århundrede medførte yderligere stabilisering af handlen, men betød samtidigt at buddhismen næsten forsvandt i denne region.

## Handelsmæssigt og kulturelt samkvem i Centralasien
Kushan-riget i den nordvestlige del af det indiske subkontinentet lå centralt på rejseruterne mellem øst og vest, og blev derfor midtpunkt for den kulturelle udveksling, der også foregik ad Silkevejen. I dette rige blev der fostret multikulturelle sammenblandinger. Det bliver tydelige i arkæologiske udgravninger i området, hvor genstande fra det 2.århundrede af både græsk-romersk, kinesisk og indisk oprindelse ofte dukker op især i Bagram. 
Silkevejens storhedstid falder sammen med etableringen af det Østromerske Kejserdømme i vest, sasanidernes storhedstid og Il Khanatet. De tre riger beherskede landene fra Middelhavet til Oxus. Samtidigt var Yuán-dynastiet dominerende i øst. Handelen mellem øst og vest foregik i denne periode primært til søs, og byerne Alexandria i Egypten og Canton i Kina var de vigtigste knudepunkter i hver ende; handlen var så lukrativ at der tilmed blev oprettet romerske handelstationer i Indien. Silkevejen repræsenterer i denne periode et tidligt eksempel på politisk og kulturel integration på grundlag af transnational handel, og Silkevejen understøttede i storhedstiden en international kultur, der bragte så fjerntlevende grupper som magyarer, armeniere og kinesere sammen.
De vidtrækkende kulturelle omvæltninger medførte omvæltninger for de stammesamfund, der tidligere havde levet i isolation langs Silkevejen. Kontakten med højtudviklede civilisationer og deres rigdomme gjorde disse stammer til handelsfolk eller røvere. Nogle af stammerne udviklede sig til stærke krigersamfund, der erobrede frugtbart land og rige byer, og derved skabe enorme militære imperier. Herskerne over disse stater, der ofte var dannet af folkeslag med nomadisk oprindelse, inviterede repræsentanter for de religioner, som var udbredte langs Silkevejen. På denne måde blev Nestorianisme, Manikæisme, Buddhisme og  islam spredt over store områder. Buddhismen, der var opstået i Indien, begyndte fra det 1. århundrede at rejse østover langs silkevejen og trængte ind i Kina.

## Den mongolske periode
Den mongolske ekspansion på det asiatiske kontinent fra omkring 1215 til 1360 etablerede en usædvanlig politisk stabilitet for området, hvilket medførte en ny blomstring for Silkevejen. Det middelalderlige Mongolske kejserdømme kontrollerede hele den østlige del af Silkevejen og havde sit økonomiske tyngdepunkt i de byer, der var grundlagt langs den; fra Beijing i Kina over Karakorum, Samarkand, Tabriz, Astrakhan, Bahcesaray og Kazan til Erzurum i det i østlige Anatolien. Den mongolske dominans over dette enorme område betød, at en lang række lande, der tilhørte meget forskellige kulturkredse, nu blev bundet sammen politisk, og at kultur og handelsvarer friere kunne blive udvekslet mellem dem. 
På trods af at størstedelen af Silkevejen nu var kontrolleret af den samme magt, var det var kun meget sjældent at nogen rejste hele ruten fra vest mod øst. De få undtagelser er købmandssønnen Marco Polo og den kristne ambassadør William af Rubruck. Tidens handelsform kan sammenlignes med en spand, der går fra hånd til hånd i en menneskekæde; varerne blev på denne måde byttet af mellemmand, der langsomt flyttede varerne fra øst mod vest. På denne måde mindskedes den enkelte købmands risiko, men drev samtidigt priserne op.
Da det mongolske rige faldt fra hinanden, forsvandt også den politiske og kulturelle enhed. Rigets mange dele kom igen til at tilhøre forskellige kulturelle sfærer. Sunnimuslimske turkmenere tog kontrol den vestlige del af Silkevejen, ved at invadere og erobre byzantinsk og arabisk territorium, hermed blev frøene til det senere  Osmanniske rige sået. Turkmenske og mongolske krigerklaner i Iran forenede sig efter en længere periode med kaos og grundlagde Safavidedynastiet. Det var under deres styre, at det moderne shiaislamiske Iran tog form. Størstedelen af de mongolske fyrster i de meget decentrale dynastier Chatagay, Timurid og Usbek, konverterede til sunniislam. Under den Sorte død forsvandt størstedelen af de mongolske khanater i Kypchak-Tatar regionen. Det skabte et magttomrum, der blev udnyttet af de russiske fyrster med moskovitterne i spidsen. I den østligste del af det tidligere mongolske imperium fordrev det kinesiske Míng-dynasti mongolerne fra magten, og igangsatte en politik, der fokuserede på økonomisk isolationisme. 
Efter det mongolske imperiums sammenbrud blev de store politiske magter langs Silkevejen på ny økonomisk og kulturelt separeret. Denne udkrystallisering af regionale stater fandt sted sideløbende med nedgangen af nomadestammernes magt, som bl.a. var et resultat af de ødelæggende pestepidemier og af introduceringen af krudt i militære sammnehænge. De nye ildvåben og den tidlige modernisering effekt i Europa var integration af territorialstaterne og øget international handel, mens den var stik modsat på Silkevejen. Ekspansionen i den europæiske søhandel, der begyndte i 15. århundrede betød at værdien af handelen på Silkevejen svandt ind, og at det ikke længere var økonomisk mu-ligt at basere kontinentale imperier på den. Omkring 1400 var Silkevejen desuden ophørt med at fungere som handelsrute for silke.

## De store opdagelser: Europa kommer til Asien
Da mongolernes kontrol over Silkevejen var forsvundet i 15. århundrede, søgte europæerne efter nye veje til de rige østasiatiske markeder. Samtidigt havde den europæiske skibsteknologi nået et niveau, der gjorde oceanhandel mulig. Det stod klart, at den, som kunne finde en direkte handelsrute til Asien, kunne opnå fantastiske rigdomme. Da Christoffer Columbus rejste mod vest i 1492, var det hans mål at rejse til Kina for at skabe en ny silkerute. Det betød, at opdagelsen af de nye kontinent umiddelbart var en nedtur. Først senere indså man potentialet i det. Portugiserne forsøgte sig i stedet med en rute rundt om Afrika, og omkring 1500 åbnede de en ny rute til Østasien. Senere i det 17. århundrede fulgte bl.a. hollænderne, briterne og danskerne samme vej.
Så sent som i begyndelsen af 19.århundrede blev Kina stadig regnet som den rigeste og mest sofistikerede af alle civilisationer. Ønsket om at få del i dette riges rigdomme havde skabt grundlaget for Silkevejen og muligheden for del i en den enorme profit, som var knyttet til handlen på den. Vejen gennem totusinde år har været fundamentet til en udveksling af ideer og varer mellem øst og vest og har haft afgørende betydning for historiens gang.

## Fodnoter
1. ↑  Strabo XI.XI.I Arkiveret 19. april 2008 hos  Wayback Machine
2. ↑  Det sene Hàn-dynastis annaler (Hòu Hànshū)
3. ↑  Plinius den Ældre (23–79), Naturalis Historia

|  | Denne artikel kan blive bedre, hvis der indsættes geografiske koordinater Denne artikel omhandler et emne, som har en geografisk lokation. Du kan hjælpe ved at indsætte koordinater i wikidata. |